# Moffat (Colorado)
Moffat és una població dels Estats Units a l'estat de Colorado. Segons el cens del 2000 tenia 114 habitants.

## Demografia
Segons el cens del 2000, Moffat tenia 114 habitants, 54 habitatges, i 30 famílies. La densitat de població era de 31,9 habitants per km².
Dels 54 habitatges en un 22,2% hi vivien nens de menys de 18 anys, en un 44,4% hi vivien parelles casades, en un 9,3% dones solteres, i en un 44,4% no eren unitats familiars. En el 33,3% dels habitatges hi vivien persones soles l'11,1% de les quals corresponia a persones de 65 anys o més que vivien soles. El nombre mitjà de persones vivint en cada habitatge era de 2,11 i el nombre mitjà de persones que vivien en cada família era de 2,7.
Per edats la població es repartia de la següent manera: un 21,1% tenia menys de 18 anys, un 6,1% entre 18 i 24, un 22,8% entre 25 i 44, un 34,2% de 45 a 60 i un 15,8% 65 anys o més.
L'edat mediana era de 45 anys. Per cada 100 dones de 18 o més anys hi havia 100 homes.
La renda mediana per habitatge era de 28.906 $ i la renda mediana per família de 28.333 $. Els homes tenien una renda mediana de 14.750 $ mentre que les dones 22.083 $. La renda per capita de la població era de 14.388 $. Entorn del 20% de les famílies i el 25,2% de la població estaven per davall del llindar de pobresa.

## Poblacions més properes
El següent diagrama mostra les poblacions més properes.